# Скира (конунг Гардарики)
Скира — легендарный правитель (Гардарики) примерно VII века, упоминаемый скандинавскими авторами. Согласно этим источникам, конунг свеев Ингвар IV пошёл войной на Русь, но погиб по пути у берегов эстонского острова Сааремаа, а сын Ингвара — Скира каким-то образом стал правителем Руси. Таким образом согласно легендам Скира происходил из рода Инглингов. Сыном Скиры считается более известный легендарный конунг Радбард, предок знаменитого легендарного конунга Рагнара Лодброка.
Ни в одной из известных на данный момент скандинавских саг Скира не упоминается. Существует вероятность, что Перингшёльд использовал информацию из утраченных ныне источников. Однако, большинство современных историков склоняются ко мнению, что Скира - фальсифицированный персонаж, выдуманный для привязки первой исторической династии шведских королей (Мунсё) к легендарным Инглингам.